# 馬佐夫舍地區維索凱縣

52°55′9″N 22°30′52″E / 52.91917°N 22.51444°E
馬佐夫舍地區維索凱縣（波蘭語：Powiat wysokomazowiecki），是波蘭的縣份，位於該國東北部，由波德拉謝省負責管轄，首府設於馬佐夫舍地區維索凱，面積1,288平方公里，2006年人口59,719，人口密度每平方公里46人。